# طواف إيطاليا 1962
طواف إيطاليا 1962 هو سباق دراجات هوائية أقيم في إيطاليا بتاريخ 19 مايو - 9 يونيو، تكون السباق من 21 مرحلة وامتدّ لمسافة 4180 كم بسرعة 33.995 كم/س، استغرق السباق 123 ساعة 06 دقيقة 03 ثانية. فاز به الإيطالي فرانكو بالماميون.